# Stracilla ghesquierei
Stracilla ghesquierei är en fjärilsart som beskrevs av Collenette 1937. Stracilla ghesquierei ingår i släktet Stracilla och familjen tofsspinnare. Inga underarter finns listade i Catalogue of Life.